# Ctenosaura bakeri
Ctenosaura bakeri je kriticky ohrožený druh leguána z rodu Ctenosaura.

## Rozšíření, popis
Je to endemit vyskytující se na ostrově Utila v souostroví Islas de la Bahía u pobřeží Hondurasu. Samci mohou dorůst až 76 centimetrů na délku, samice jsou menší, měří maximálně 56 centimetrů. Z vajec kladených na písečné pláži se líhnou mláďata po 60–76 dnech.

## Chování
Na jeho jídelníčku najdeme především rostlinné části - květy, stonky, listy i pupeny; příležitostně požírají menší obratlovce a členovce, případně vajíčka.

## Chov zoo v Česku
V českých zoo jej chová pouze Zoo Brno (stav k r. 2018).